# Браунелл (Канзас)
Браунелл (англ. Brownell) — місто (англ. city) в США, в окрузі Несс штату Канзас. Населення — 23 особи (2020).

## Географія
Браунелл розташований за координатами 38°38′26″ пн. ш. 99°44′40″ зх. д. / 38.64056° пн. ш. 99.74444° зх. д. (38.640580, -99.744352).  За даними Бюро перепису населення США в 2010 році місто мало площу 0,50 км², уся площа — суходіл.

## Демографія
Згідно з переписом 2010 року, у місті мешкало 29 осіб у 16 домогосподарствах у складі 8 родин. Густота населення становила 58 осіб/км².  Було 38 помешкань (75/км²).
Расовий склад населення:
| - 100,0 % — білих |

До двох чи більше рас належало 0,0 %. Частка іспаномовних становила 0,0 % від усіх жителів.
За віковим діапазоном населення розподілялося таким чином: 17,2 % — особи молодші 18 років, 48,3 % — особи у віці 18—64 років, 34,5 % — особи у віці 65 років та старші. Медіана віку мешканця становила 59,5 року. На 100 осіб жіночої статі у місті припадало 141,7 чоловіків;  на 100 жінок у віці від 18 років та старших — 140,0 чоловіків також старших 18 років.
Середній дохід на одне домашнє господарство  становив 56 833 долари США (медіана — 57 708), а середній дохід на одну сім'ю — 62 393 долари (медіана — 58 750). 
Цивільне працевлаштоване населення становило 15 осіб. Основні галузі зайнятості: транспорт — 40,0 %, освіта, охорона здоров'я та соціальна допомога — 33,3 %, сільське господарство, лісництво, риболовля — 26,7 %.